# شمال الجزر الألف
شمال الجزر الألف هي إحدى مجموعة الجزر الشمالية لمقاطعة بولاو سيريبو أو الجزر الألف والتي تتبع منطقة جاكرتا ، عاصمة إندونيسيا .
تعتبر جزيرة براموكا (Pramuka Island-Scouting Island) هي مركز هذه الجزر .

## التقسيمات الإدارية
تقسم الجزر إلى ثلاث مناطق ثانوية :
1. جزيرة هارابان (جزيرة الأمل)
2. جزيرة كيلابا (جزيرة جوز الهند)
3. جزيرة بانغانغ (الجزيرة المشوية)